# Samuel Bogley

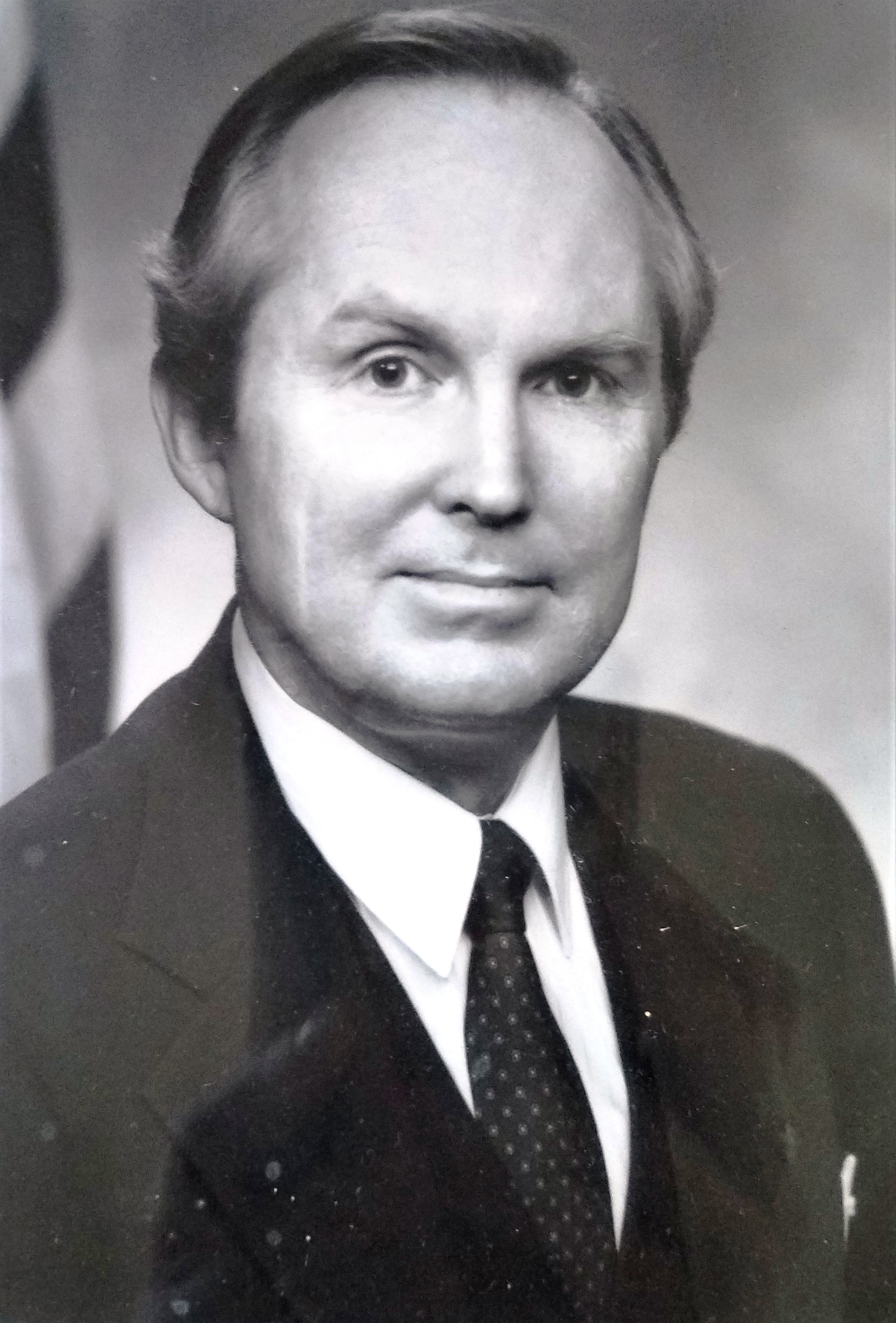
Bogley

Samuel Walter Bogley (* 16. November 1941 in Washington, D.C.) ist ein US-amerikanischer Politiker. Zwischen 1979 und 1983 war er Vizegouverneur des Bundesstaates Maryland.

## Werdegang
Samuel Bogley besuchte die öffentlichen Schulen seiner Heimat, die Duke University und die University of Maryland. Nach einem anschließenden Jurastudium an der University of Baltimore und seiner 1968 erfolgten Zulassung als Rechtsanwalt begann er in diesem Beruf zu arbeiten. Politisch schloss er sich der Demokratischen Partei an. In seiner Heimat bekleidete er einige lokale Ämter. 1970 wurde er in den Bezirksrat im Prince George’s County gewählt.
Im Jahr 1978 wurde Bogley zum Vizegouverneur von Maryland gewählt. Dieses Amt bekleidete er zwischen 1979 und 1983. Dabei war er Stellvertreter des Gouverneurs Harry Hughes. Im September 1988 wurde er von Präsident Ronald Reagan in die Behörde Merit Systems Protection Board berufen, die sich um die Rechte der Bundesangestellten kümmert. Später praktizierte er wieder als privater Rechtsanwalt.
Mit seiner Frau Rita hat er acht Kinder.